# اتون فریس
آشیل -امیل اتون فریس (به فرانسوی: Achille-Émile Othon Friesz)نقاش فرانسوی ( زاده ۶ فوریه ۱۸۷۹ -مرگ ۱۰ ژانویه ۱۹۴۹) از هنرمندان گروه فوویسم است او از اهالی لو آور بود.

## زندگی‌نامه
اتون فریس در شهر لو آور فرانسه زاده شد.پدرش کاپیتان کشتی بود .اودر زادگاهش به مدرسه رفت و در طی دوران تحصیلش در دبیرستان بود که با دوست مادام العمر خود رائول دوفی آشنا شد.او و دوفی به اتفاق هم در طی سال‌های ۶-۱۸۹۵ در مدرسه هنرهای زیبای لو آور تحصیل کردند و برای تکمیل تحصیلات خود به پاریس رفتند.در آنجا فریس با هانری ماتیس،آلبر مارکه و جرج روالت آشنا شد. او نیز همانند این نقاشان مخالف با آموزش‌های آکادمیک بود و به جنبش فوویسم پیوست و همراه آنان در سال۱۹۰۷ آثارش را به نمایش گذاشت .در همان سال فریس به نورماندی بازگشت و به سوی شیوهٔ نقاشی سنتی تری گرایش یافت . او دریافته بود که اساسی‌ترین هدفش از نقاشی در گذشته‌ها ریشه دارد.اثر بهار او (1908 -موزهٔ هنرهای مدرن پاریس )، (به انگلیسی Spring) تمرینی از یک نقاشی به شیوهٔ هنر فیگوراتیو در اندازه بزرگ است و حاکی از عصری طلاییست که ماتیس غالبترین هنرمند آن و پیکاسو با اثر دوشیزگان آوینیون خود مقلدی نوآور بود .او در سال ۱۹۱۱ در طی سفری که به پرتغال داشت شیوهٔ نقاشی آزادتری را بر گزید.
اتون فریس در سال ۱۹۱۲ استودیوی شخصی خود را دایر نمود و تا سال ۱۹۱۴ در آنجا به تدریس پرداخت.

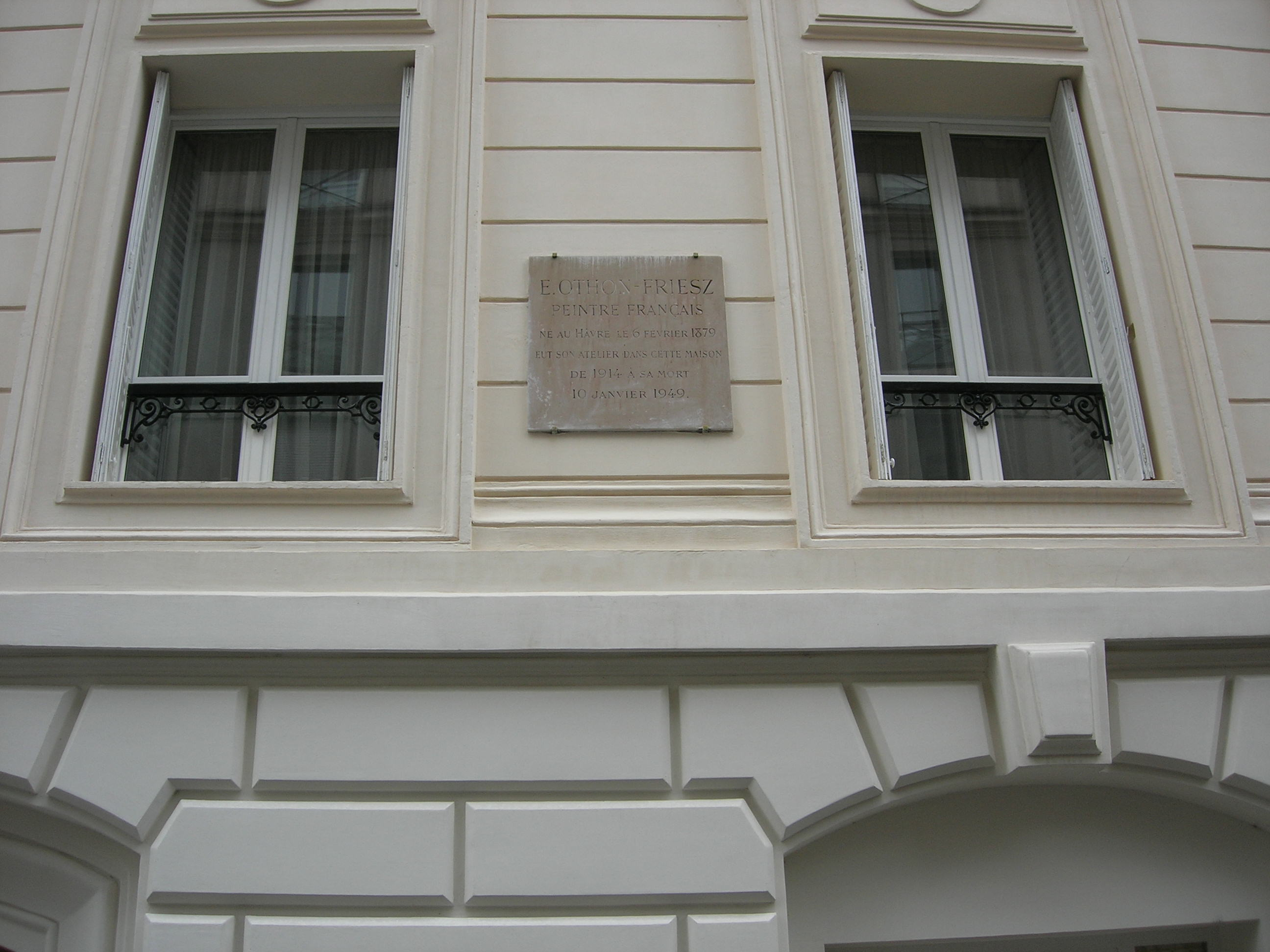
کارگاه نقاشی اتون فریس ۱۹۴۹-۱۹۱۴

در سال ۱۹۱۴ در طی جنگ جهانی اول به ارتش پیوست و از سال ۱۹۱۹ مجدداً زندگی در پاریس را از سر گرفت به جزء سفرهای کوتاهی که به تولون و کوهستان ژورا داشت.
اوتون فریس در ۳۰ سال اخر زندگی خود با شیوه‌ای نقاشی کرد که جدا از هم گروهی‌هایش و معاصرانش بود او از رنگ‌های تند و درخشان فوویسم دوری جست و پالت رنگی مات تری را بر گزید که در طی تحصیلش درلو آور از استاد خود آموخته بود و دگربار به ستایش هنر ژان باتیست سیمون شاردن ،نیکولا پوسن و ژان باپتیست کامی کورو پرداخت .او با شیوه‌ای نقاشی کرد که موافق با کمپوزیسیون‌های منطقی، رنگ پذیری‌های ساده ،حجم‌های مستحکم و سطوح جدا شده سزان بود .با طعمی از سبک باروک که به منظره‌نگاریها ،طبیعت بیجانها و نقاشی‌های فیگورهایش استحکام خاصی بخشید.
اوتون فریس از سال ۱۹۲۹ در آکادمی اسکاندیناو در پاریسو سپس در آکادمی (به فرانسویAcadémie de la Grande Chaumière ) تدریس کرد .در سال‌های واپسین عمرش ۱۹۴۴-۱۹۴۱ درسواحل نرماندی نقاشی کرد.در سال‌های۴۰-۱۹۳۷ او و رائول دوفی دوست دیرینه اش نقاشی دیواری بزرگی را در کاخ شایلوت خلق کردند که موضوع آن رودخانهٔ سن بود .Othon Friesz 

## وفات
اتون فریس در سال ۱۸۴۹ در پاریس در گذشت .مقبره او در گورستان مون‌پارناس واقع می‌باشد.